# Nosači zrakoplova klase Graf Zeppelin
Klasa Graf Zeppelin je bila klasa njemačkih nosača zrakoplova građenih prije početka i tijekom Drugog svjetskog rata. Planirana su dva nosača, ali niti jedan nije bio dovršen.
Nosači u klasi:
- Graf Zeppelin - Kobilica položena 1936., porinut 1938., nikada nije dovršen. Kasnije je potopljen kao meta.
- Flugzeugträger B - Kobilica položena 1938., razrezan prije porinuću.